# Дощові ліси Мізорама-Маніпура-Качина
Дощові ліси Мізорама-Маніпура-Качина — екорегіон вологих тропічних широколистяних лісів, який розташований по нижніх схилах гірського району на кордоні між Індією, Бангладеш та М'янмою. Екорегіон займає площу в 135600 км². Розташовані на перетині біот Індійського субконтиненту і Індокитаю й в перехідній зоні між субтропічним та тропічним регіонами Азії, дощові ліси Мізорама-Маніпура-Качина є домівкою для великого біорізноманіття. Всесвітній фонд дикої природи надав екорегіону рейтинг «Глобально видатний» за біологічну самобутність.

## Опис
Екорегіон характеризується напіввічнозеленими дощовими лісами, що покривають нижні висоти Чинських — Араканських гір в бірманському штаті Ракайн і індійському штаті Маніпур та в сусідньому Читтагонському гірському районі в Бангладеш, потім розширюючись на північ уздовж гір Мізо й Нага, а на сході перетинають бірманський округ Сікайн і штат Качин аж до бірмансько-китайського кордону.
Прибережні дощові ліси М'янми займають прибережні низини М'янми на півдні і південному заході. На захід екорегіон межує з Мегхалайськими субтропічними лісами на південному сході Ассама і з напіввічнозеленими лісами долини Брахмапутри на Ассамській низовині. Дощові ліси Мізорама-Маніпура-Качина простягаються на висотах до 1000 метрів в Чинських і Араканських горах, а гірські ліси Чину та Аракану займають частину гірських районів на висотах понад 1000 метрів.
Так як екорегіон вдається на схід, перетинаючи М'янму, він межує з вологими листяними лісами басейну Іраваді на півдні, з високогірними субтропічними лісами Північного Трикутника на півночі і з субтропічними лісами Північного Індокитаю на сході.
Соснові ліси Північно-Східної Індії та М'янми займають верхні висоти гір Нага вздовж кордону М'янми з індійським штатом Нагаленд і огинають дощові ліси Мізорама-Маніпура-Качина на заході, півдні та сході.

## Клімат
Клімат регіону тропічний і вологий, хоча й трохи холодніше, ніж на прилеглих низинних районах. Опади надходять переважно від мусонних вітрів з Бенгальської затоки і частина екорегіону може отримувати понад 2000 мм опадів на рік.

## Флора
Переважаючими рослинними співтовариствами є напіввічнозелені дощові ліси, які покривають переважну більшість незайманих площ екорегіону, приблизно 36% території. Серед інших рослинних угруповань найбільшими є тропічні вологі вічнозелені ліси (5%), тропічні вологі листяні ліси (2%), гірські вологі помірні ліси (2%) і субтропічні гірські ліси (1%). 19% площі екорегіону не зайняті лісами і використовуються переважно під сільське господарство і випас худоби, а 34% площі екорегіону займають деградовані землі.
У напіввічнозелених дощових лісах переважають дерева родини Dipterocarpaceae, включаючи Dipterocarpus alatus, Dipterocarpus turbinatus, Dipterocarpus griffithii, Parashorea stellata, Hopea odorata, Shorea burmanica і Anisoptera scaphula. Серед дерев інших родин зустрічаються Swintonia floribunda, Eugenia grandis, Xylia xylocarpa, Gmelina arborea, Bombax insignis, Bombax ceiba, Albizia procera і види роду Castanopsis.

## Фауна
Екорегіон є домівкою для 149 відомих видів ссавців. До цього числа входять два види, близьких до ендемічних: Pipistrellus joffrei і Hadromys humei. В екорегіоні також проживають кілька видів, яким загрожує зникнення, у тому числі тигр (Panthera tigris), димчастий леопард (Neofelis nebulosa), азійський слон (Elephas maximus), олень-ліра (Cervus eldii), гаур (Bos gaurus), горал (Nemorhaedus goral), мала панда (Ailurus fulgens), гладкошерста видра (Lutrogale perspicillata), велика виверра (Viverra zibetha), темно-смугаста ласка (Mustela strigidorsa), гірський резус (Macaca assamensis), ведмежий макак (Macaca arctoides), свінохвостий макак (Macaca nemestrina), Semnopithecus pileatus і Hoolock.
Екорегіон служить притулком для 580 видів птахів, серед яких 6 близькі до ендемічних: Perdicula manipurensis, Garrulax virgatus, Garrulax austeni, Pellorneum palustre, Spelaeornis longicaudatus і Sphenocichla humei.